# Paune
Paune (cyr. Пауне) – wieś w Serbii, w okręgu kolubarskim, w mieście Valjevo. W 2011 roku liczyła 505 mieszkańców.